# Otto III. (Weimar-Orlamünde)

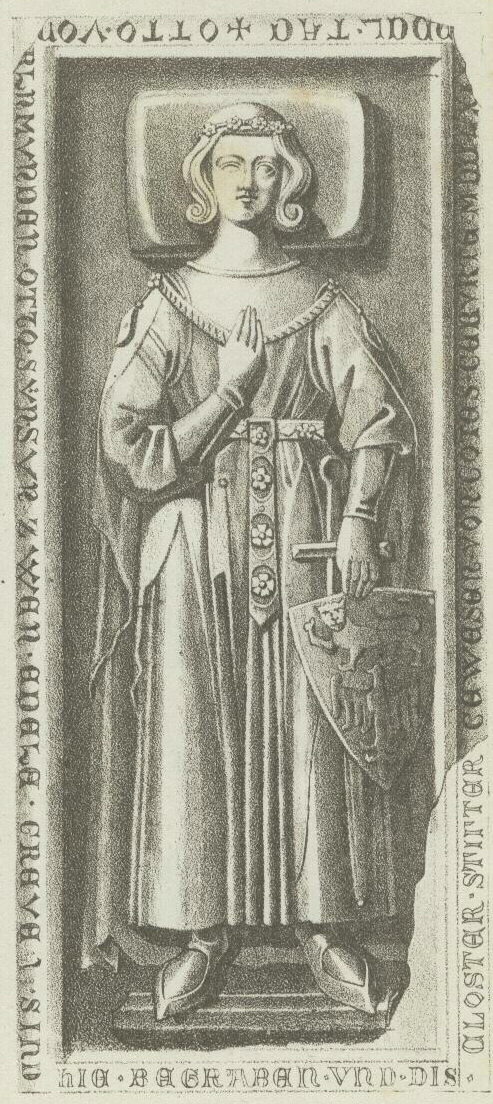
Grabstein für den Grafen Otto III. und Otto V. († 1315) im Kloster Himmelkron

Otto III. von Weimar-Orlamünde, nach anderer Zählweise auch Otto IV. (* 1244; † Juni 1285) war ein Graf aus dem Geschlecht Weimar-Orlamünde.
Otto III., Herr zu Weimar und Rudolstadt und der Herrschaft Plassenburg war der Sohn von Hermann II. von Weimar-Orlamünde und Beatrix von Andechs-Meranien. Mit seinen fränkischen Besitzungen trat Otto III. über seine Mutter das Erbe Ottos II. von Meran an, zunächst gemeinsam mit seinem Bruder Hermann III. Er war verheiratet mit Agnes, einer Gräfin von Truhendingen. Andere Quellen bezeichnen sie als Agnes von Leiningen, Tochter des Grafen Friedrich II. von Leiningen und Schwester des Speyerer Bischofs Heinrich von Leiningen, wobei nicht ausgeschlossen ist, dass es sich um zwei Ehefrauen mit gleichem Vornamen handelte.
Zweifelsfrei belegt ist, dass Ottos Gattin ihn überlebte und als Witwe und Gräfin Agnes von Orlamünde, 1292 Dominikanerin im Kloster Lambrecht (Pfalz) wurde, dessen Schutzvögte die hier beheimateten Leininger waren. Der Ordensmeister Munio von Zamora sandte ihr persönlich einen Glückwunschbrief zum Klostereintritt und erteilte seine Zustimmung, dass die strengen Ordensregeln für sie etwas gemildert würden. Sie starb laut dortigem Seelbuch an einem 25. November, wobei das Jahr nicht erwähnt wird; es soll um 1300 gewesen sein.
Kinder Ottos III. waren Otto V. († 1315), Herrmann († 1319) und Otto IV. der Jüngere († vor September 1318) und Agnes. Für Otto IV. war eine geistliche Laufbahn bestimmt, er war Domherr in Bamberg und zuletzt Pfarrer von St. Sebald in Nürnberg.
Otto III. stiftete am 28. Dezember 1279 das Kloster Himmelkron. Die Tumba Ottos III. befindet sich in der Stiftskirche des Klosters.

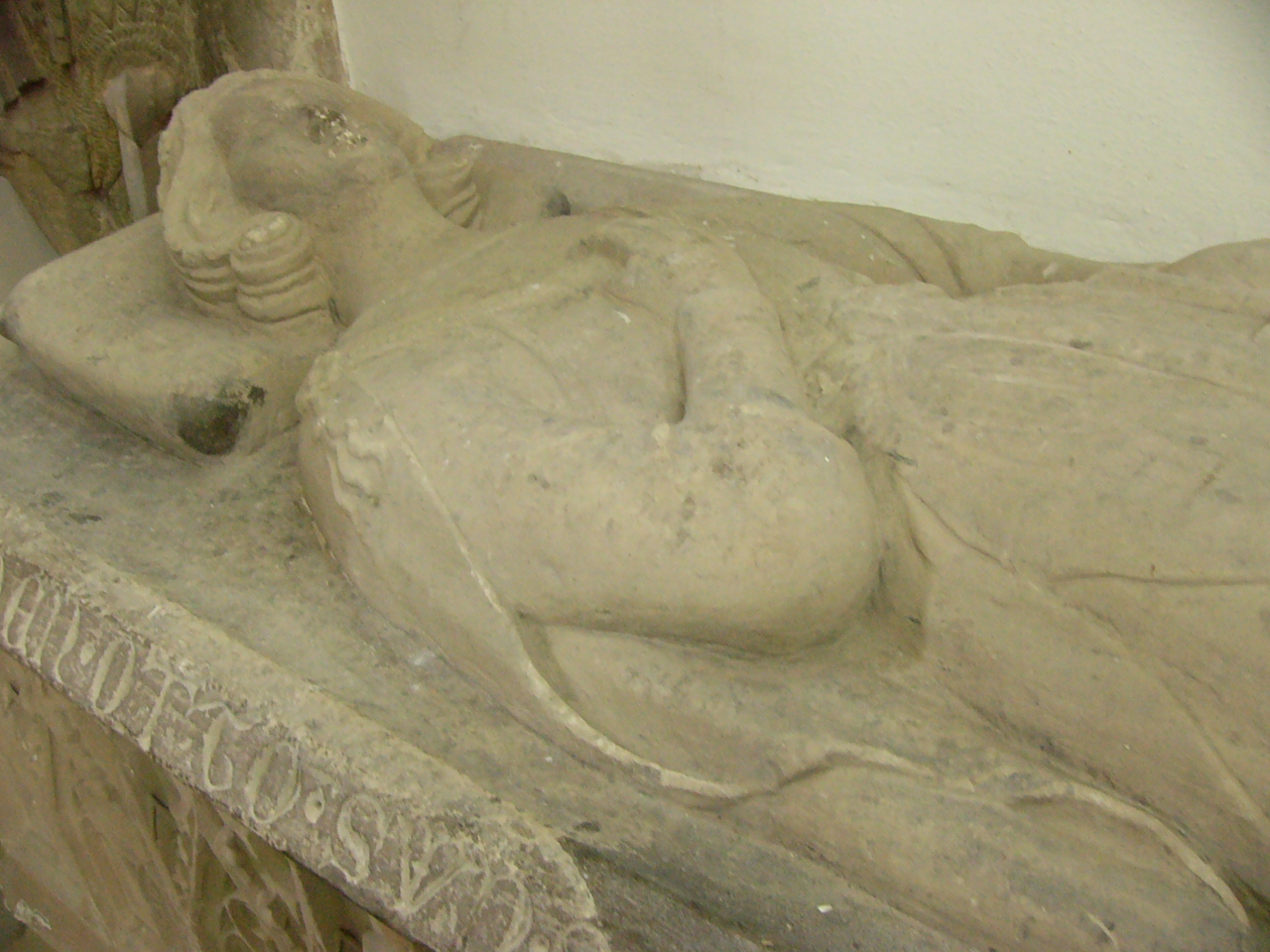
Plastik der Tumba
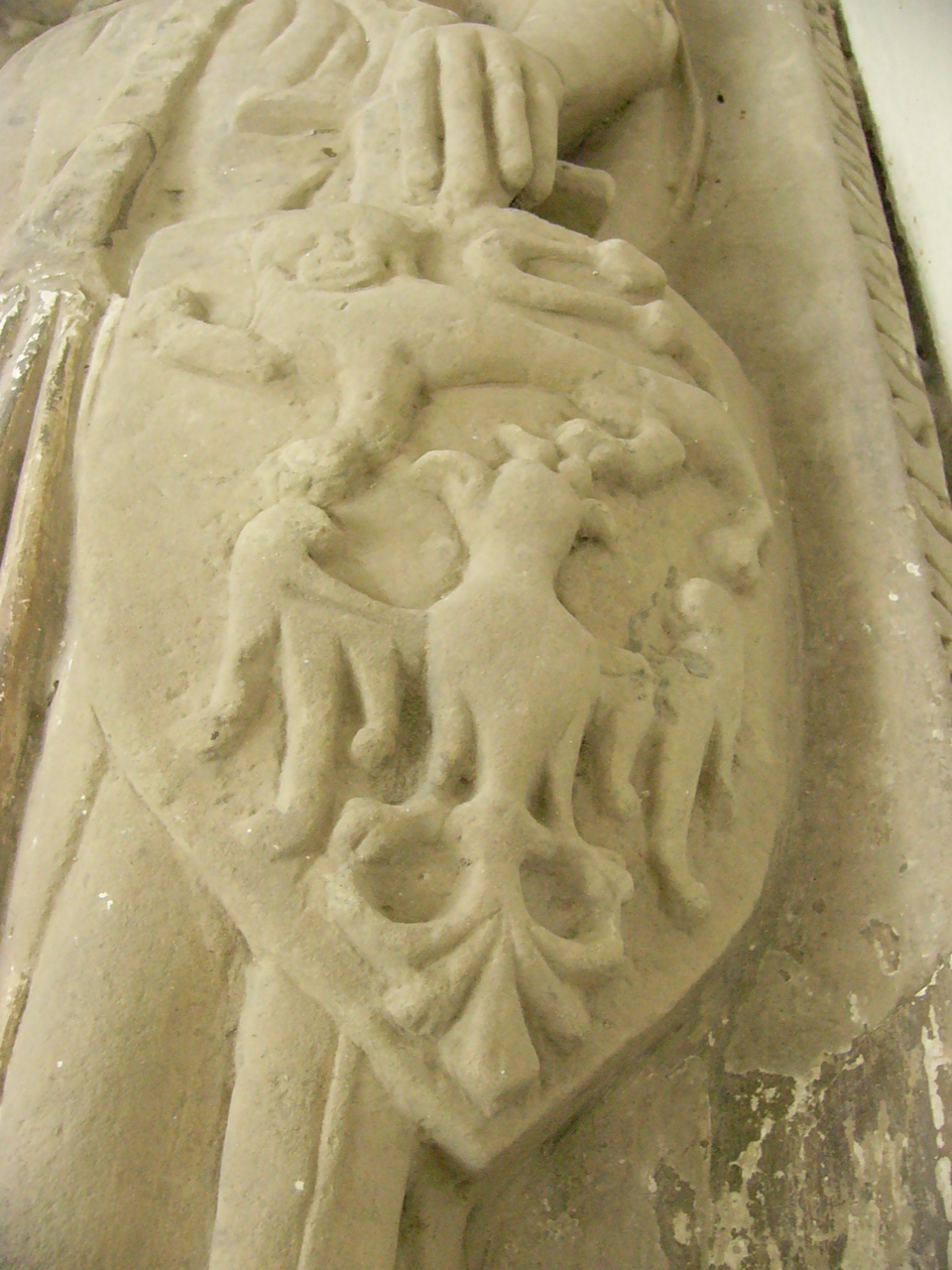
Wappendarstellung